# 100 (число)
Вижте пояснителната страница за други значения на 100.
100 (сто) е естествено, цяло число, следващо 99 и предхождащо 101.
Сто с арабски цифри се записва „100“, с римски цифри – „C“, с бенгалски цифри – „১০০“, с деванагари цифри – „१००“, с гръцки цифри „ρ“, с иврит цифри – „ק“, с китайски цифри – „佰 или 百“, с корейски цифри – „백“, с тамилски цифри – „௱ или க00“, а с тайски цифри – „ร้อย или ๑๐๐“. Числото 100 е съставено от три цифри от позиционните бройни системи – 1 (едно) и 0 (нула).

## Общи сведения
- 100 е четно число.
- 100 е атомният номер на елемента фермий.
- 100-тният ден от годината е 10 април.
- 100 е година от Новата ера.